# Rhytiphora subargentata
Rhytiphora subargentata là một loài bọ cánh cứng trong họ Cerambycidae.